# Armstrong's Wife
Armstrong's Wife er en amerikansk stumfilm fra 1915 af George Melford.

## Medvirkende
- Edna Goodrich som May Fielding
- Thomas Meighan som David Armstrong
- James Cruze som Harvey Arnold
- Hal Clements som Jack Estabrook
- Ernest Joy